# Cheiracanthium lompobattangi
Cheiracanthium lompobattangi är en spindelart som beskrevs av Anna Maria Sibylla Merian 1911. Cheiracanthium lompobattangi ingår i släktet Cheiracanthium och familjen sporrspindlar.
Artens utbredningsområde är Sulawesi. Inga underarter finns listade i Catalogue of Life.